# Curtia verticillaris
Curtia verticillaris är en gentianaväxtart som först beskrevs av Kurt Sprengel och som fick sitt nu gällande namn av Emil Friedrich Knoblauch.
Curtia verticillaris ingår i släktet Curtia och familjen gentianaväxter. Inga underarter finns listade i Catalogue of Life.